# Erich Klausener

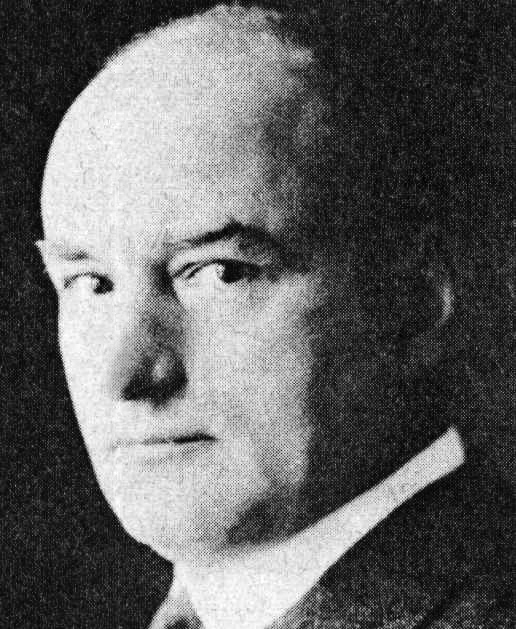
Erich Klausener (1928)

Erich Josef Gustav Klausener (* 25. Januar 1885 in Düsseldorf; † 30. Juni 1934 in Berlin) war ein führender Vertreter des politischen Katholizismus im Deutschen Reich. 1906 wurde er Regierungsassessor im Preußischen Handelsministerium. Nach seiner Teilnahme am Ersten Weltkrieg wurde er 1917 Landrat im Kreis Adenau und 1919 im Kreis Recklinghausen. Im Jahre 1924 wurde er Ministerialdirektor im Preußischen Ministerium für Volkswohlfahrt. 1926 wechselte er zum preußischen Innenministerium und übernahm dort die Leitung der Polizeiabteilung. Nach der Machtübernahme der NSDAP 1933 wurde er ins Reichsverkehrsministerium versetzt.
Als Leiter der Berliner Katholischen Aktion organisierte er seit 1928 Kundgebungen von Katholiken und kritisierte öffentlich die Politik der jeweiligen Regierung, im Besonderen wandte er sich 1933 gegen die antikirchliche Politik der Nationalsozialisten. In einer Rede auf dem 32. Märkischen Katholikentag am 24. Juni 1934 kritisierte er öffentlich die Kirchenpolitik der NS-Machthaber und deren Ausgrenzung von weltanschaulichen Kontrahenten.
Erich Klausener wurde im Zuge der Röhm-Affäre in seinem Dienstzimmer ermordet.

## Leben

### Herkunft

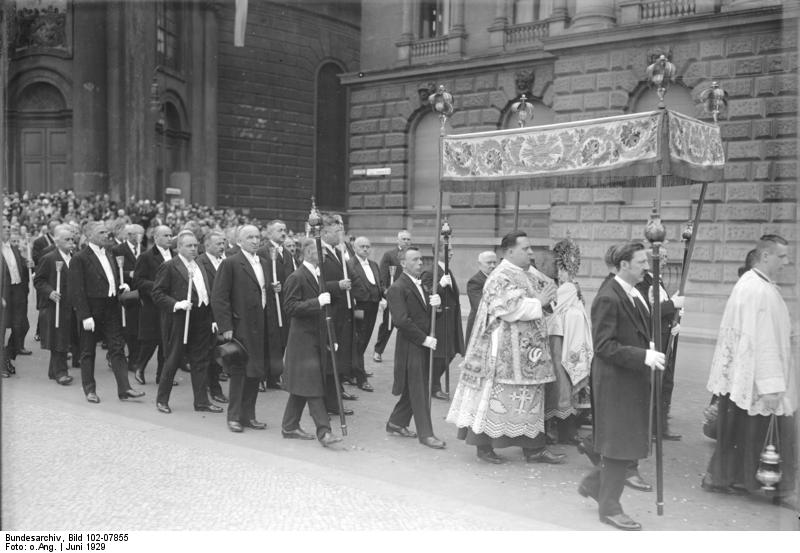
Erich Klausener bei der Fronleichnamsprozession in Berlin 1929

Erich Klausener stammte aus einer streng katholischen Familie. Ihre Religiosität prägte nicht nur das Leben innerhalb des Familienkreises, sondern auch ihr aktives Engagement in kirchlichen Institutionen. Sein Vater, Peter Klausener (1844–1904), stammte aus der ursprünglich im österreichischen Flirsch beheimateten Familie Klausener, die als Handwerker um 1740 ins Rheinland gekommen war.  Erichs Mutter, Elisabeth Biesenbach (1864–1944), stammte aus einer großbürgerlichen Familie Düsseldorfs.
Sein Vater studierte Jura und arbeitete zunächst als Gerichtsassessor und Friedensrichter in Malmedy. Er bekam eine Stelle in der Verwaltung des Regierungspräsidenten in Düsseldorf und übernahm kommissarisch die Funktion des Landrates in den Kreisen Düsseldorf und Moers. Im Jahr 1880 wurde Peter Klausener als Oberbeamter in der Rheinischen Provinzialverwaltung in Düsseldorf gewählt. Er engagierte sich besonders in Wohlfahrtseinrichtungen der Rheinprovinz, in Arbeiterkolonien und kümmerte sich um die Fürsorge für entlassene Strafgefangene und um Blindenanstalten. Erich Klauseners Großvater mütterlicherseits, Gustav Biesenbach (1831–1893), war Rechtsanwalt und Zentrumsabgeordneter im Preußischen Abgeordnetenhaus. Elisabeth Biesenbachs Bruder Gustav Biesenbach (1862–1934) wurde Bürgermeister in Unkel am Rhein und Mitglied des Reichstages und des preußischen Landtags für die Zentrumspartei. Peter Klausener und Elisabeth Biesenbach heirateten 1884. Erich Klauseners zwei Jahre jüngerer Bruder Bruno wurde 1887 geboren.

### Schule und Ausbildung
Nachdem Klausener 1903 in seiner Geburtsstadt Düsseldorf am Städtischen Realgymnasium und Gymnasium an der Klosterstraße das Abitur abgelegt hatte, studierte er – wie sein Vater – Jura. Nach einem Studium an den Universitäten in Bonn, Berlin und Kiel legte er 1906 das Referendar-Examen ab. Von 1906 bis 1907 diente er in der Kavallerie als Einjährig-Freiwilliger bei dem Westfälischen Ulanen-Regiment Nr. 5 in Düsseldorf, in dem auch Franz von Papen diente. Dort wurde er Leutnant der Reserve. Ab 1908 war Klausener Regierungsreferendar bei der Regierung in Düsseldorf; 1910 legte er das Assessor-Examen ab. Mit der Arbeit Das Koalitionsrecht der Arbeiter nach Reichsrecht und preußischem Landesrecht systematisch und kritisch dargestellt wurde Klausener 1911 in Würzburg zum Doktor der Rechts- und Staatswissenschaften promoviert.

### Berufliche Laufbahn

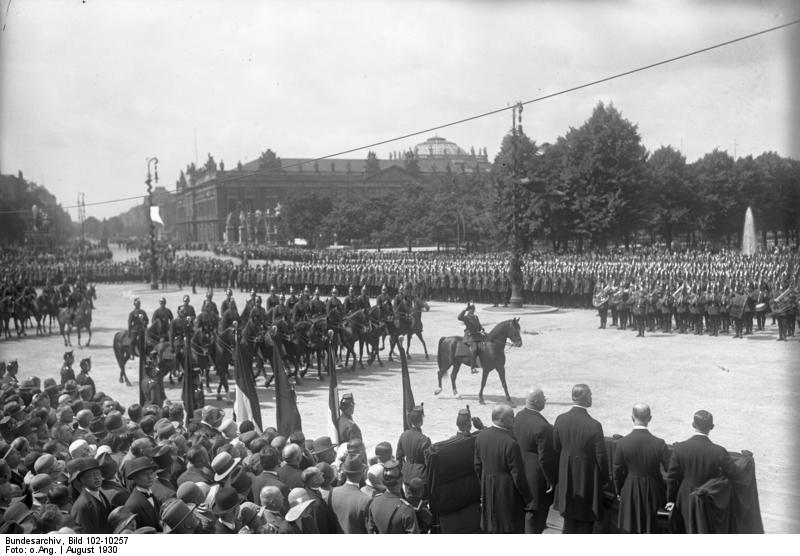
Erich Klausener, mit Karl Zörgiebel, Heinrich Eugen Waentig und Magnus Heimannsberg bei der Verfassungsfeier der Schutzpolizei in Berlin 1930

Klausener war fortan im Verwaltungsdienst beschäftigt. Zunächst trat er eine Stelle bei dem Landratsamt Neustadt in Oberschlesien an und wechselte 1913 als Regierungsassessor an das preußische Handelsministerium in Berlin. In Berlin lernte er Hedwig Kny (1888–1971) kennen, eine Tochter des Professors der Botanik Leopold Kny, und heiratete sie in Düsseldorf am 1. August 1914.
Klausener diente mit Beginn des Ersten Weltkrieges als Ordonnanzoffizier und war zunächst in Belgien und Frankreich, dann mit dem 8. Westpreußischen Infanterie-Regiment Nr. 175 an der Ostfront eingesetzt und wurde noch 1914 mit dem Eisernen Kreuz 2. Klasse, 1917 mit der 1. Klasse ausgezeichnet.
Am 18. Januar 1917 kam sein gleichnamiger Sohn Erich Klausener auf die Welt. Erich Klausener wurde am 1. März zum Regierungsrat und, nach Entlassung aus dem Militärdienst, am 23. Oktober kommissarisch zum Landrat des Kreises Adenau in der Eifel bestellt. Unter anderem ist Klausener in Adenau dafür bekannt, dass er die Errichtung des Nürburgrings plante.
Zwei Jahre später, am 28. August 1919, erfolgte seine Ernennung zum Landrat des Landkreises Recklinghausen, des damals größten preußischen Landkreises mit 344.000 Einwohnern. Schwerpunkte seiner dortigen Amtszeit waren Förderung und Entwicklung der Verkehrsinfrastruktur, die Gründung der Kreisbank sowie die Einrichtung einer zweiten landwirtschaftlichen Schule. Vor allem widmete er sich dem Ausbau der Sozial- und Gesundheitsdienste mit dem Aufbau von Mütterberatungs-, Tuberkulose- und Säuglingsfürsorgestellen im Kreis und der Errichtung von Kindererholungsstätten u. a. an der Nordsee.
In seiner Zeit als Landrat in Recklinghausen zeigte sich Klausener sozial engagiert. Klauseners auf christlicher Überzeugung beruhendes soziales Engagement brachte ihm den Beinamen „roter“ oder „sozialer Landrat“ und die Gegnerschaft rechtsgerichteter Kreise ein. Klausener war aber ein klarer Gegner linker Bewegungen. So sagte er in einer Anhörung zum Preußenschlag 1932, in seiner Zeit als Ministerialdirektor hätte er im Gegensatz zu Innenminister Carl Severing ein „erheblich anderes Vorgehen gegen die Kommunistische Partei“ befürwortet. Klausener unterstützte, aus „vorbehaltloser“ Überzeugung zur Weimarer Verfassung, während des Kapp-Putsches im März 1920 den Generalstreik gegen die reaktionären Putschisten in Berlin, plädierte aber auch wenige Wochen später dafür, dass die Reichswehr die Rote Ruhrarmee im Ruhraufstand gewaltsam entwaffnen sollte. Trotz seiner offenbar positiven Einstellung gegenüber der republikanischen Ordnung besuchte Klausener zwei Traditionsveranstaltungen seiner ehemaligen Kameraden aus der Kriegsdienstzeit, worauf Innenminister Severing, sein zukünftiger Dienstherr, kritisierte, dass Klausener Veranstaltungen „mit ausgeprägt monarchistisch-militärischer Aufmachung“ besuche. Im April 1922 nahm Klausener letztmals an einem solchen Treffen teil, als dort eine Huldigungsadresse für Wilhelm II. angefertigt wurde, ohne dass Klausener das Treffen verließ, was Severing als „große Unvorsichtigkeit“ bezeichnete.
1923 verteidigte Klausener während der Ruhrbesetzung einen Polizisten, der sich im belgisch besetzten Teil des Kreises schützend vor die Bevölkerung gestellt hatte. Daraufhin wurde er von einem belgischen Kriegsgericht zu zwei Monaten Gefängnis verurteilt und zeitweise aus dem Ruhrgebiet ausgewiesen. Grund war ein Protestschreiben an die belgische Ortskommandantur, in dem er die Misshandlung von deutschen Polizeibeamten durch die belgische Besatzungsmacht kritisiert hatte.

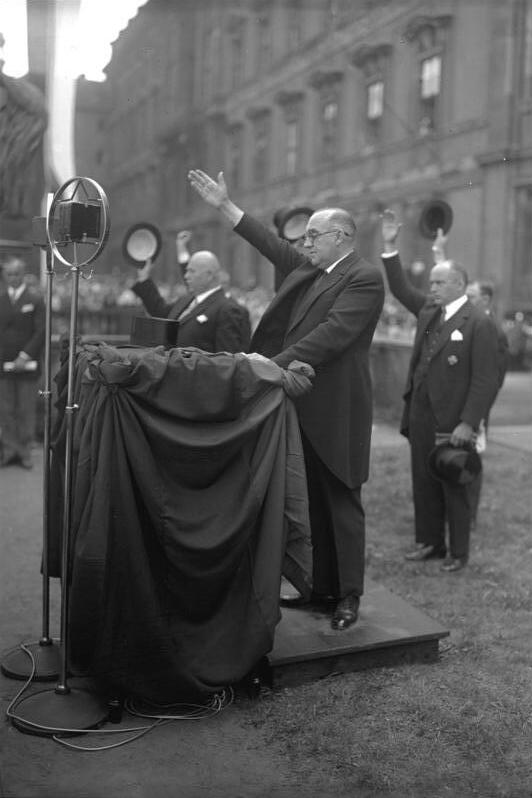
Karl Friedrich Zörgiebel, Albert Grzesinski und Erich Klausener bei der Verfassungsfeier der Berliner Schutzpolizei im August 1929

Nach einer zweijährigen Amtszeit als Ministerialdirektor und Abteilungsleiter für Jugend- und Erwerbslosenfürsorge im preußischen Wohlfahrtsministerium wurde Klausener 1926 auf Vorschlag des Zentrumsabgeordneten Joseph Heß in das preußische Innenministerium berufen. Dort übernahm er die Leitung der für die Polizei zuständigen Abteilung. Der bisherige Leiter dieser Abteilung, Wilhelm Abegg (DDP), wurde zum Staatssekretär im Innenministerium befördert und blieb in dieser Funktion bis zum Preußenschlag am 20. Juli 1932. Im Innenministerium diente Klausener als Ministerialdirektor unter verschiedenen Innenministern der SPD: Albert Grzesinski (1926–1930), Waentig (1930), Carl Severing (1930–1932) und unter dem parteilosen Franz Bracht (ab 1932). Klausener vertrat das Zentrum, den zweitstärksten Koalitionspartner der Weimarer Koalition, im Innenministerium. Ob er formell Mitglied der Partei war, ist nicht bekannt. Zusammen mit den Referenten Christian Kerstiens und Robert Kempner wirkte Klausener, der „an der Schnittstelle zwischen Politik und Verwaltung“ stand, in entscheidender Weise an der Entstehung des preußischen Polizeiverwaltungsgesetzes mit. Dieses Gesetz brachte die Polizei Preußens in Einklang mit den demokratischen Prinzipien der Weimarer Republik und beeinflusste langfristig die Entwicklung des Polizeirechtes in den späteren Bundesländern.

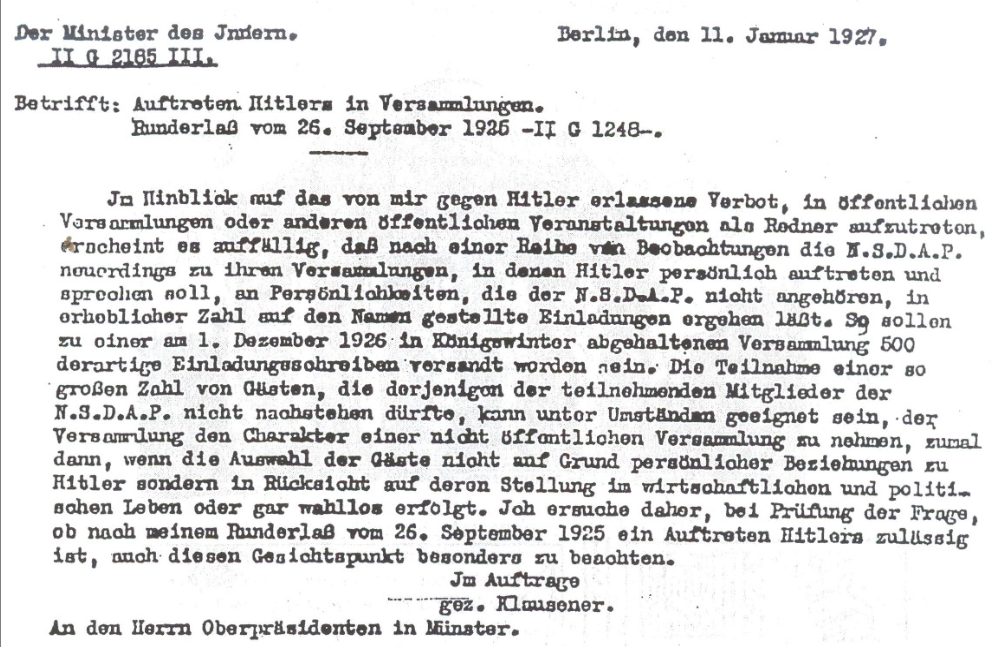
Brief von Klausener an den Oberpräsidenten in Münster zum Auftreten Adolf Hitlers in Versammlungen, Berlin 11. Januar 1927

Zusammen mit Albert Grzesinski war Klausener ein überzeugter Gegner linker und rechter Kampforganisationen, der nationalsozialistischen Sturmabteilung und des kommunistischen Roten Frontkämpferbundes, die er als lebensbedrohlich für die Republik einstufte und mit den Mitteln der preußischen Polizei bekämpfte. Tilman Pünder erwähnt Klauseners Opposition gegen eine politische Versammlung in Königswinter im Dezember 1926 als Beispiel für dessen Haltung zur NSDAP. Bei den Unruhen in Berlin vom 1. bis 3. Mai 1929, bekannt als Blutmai, wurden durch die Härte der Polizei 33 Zivilisten getötet und 198 weitere unbeteiligte Personen verletzt. Diese Polizeiaktion ist im Einklang mit Klauseners Rede von Oktober 1929, die er stellvertretend für den preußischen Innenminister anlässlich der Übergabe des Polizeipräsidiums in Recklinghausen hielt. In dieser programmatischen Rede definierte er die Rolle der Polizei als den alleinigen „Garanten staatlicher Macht“. Er betonte, dass sie stark genug sei, jeden „Versuch der Umwälzung zu bekämpfen“. Klausener warnte davor, „die Macht und Schlagkraft der Polizei auf die Probe zu stellen“. Allerdings beklagte Klausener nach einem Besuch in Italien 1932 die Ausrüstung der deutschen Polizei, da es dieser wegen des Versailler Vertrages nicht gestattet war, ihre Bewaffnung aufzurüsten. In Italien hingegen wurden beispielsweise die Beiwagen von Motorrädern mit Maschinengewehren ausgerüstet, was Klausener zuvor unbekannt war, ihn aber durchaus „faszinierte“.

### Vorsitz der Katholischen Aktion in Berlin

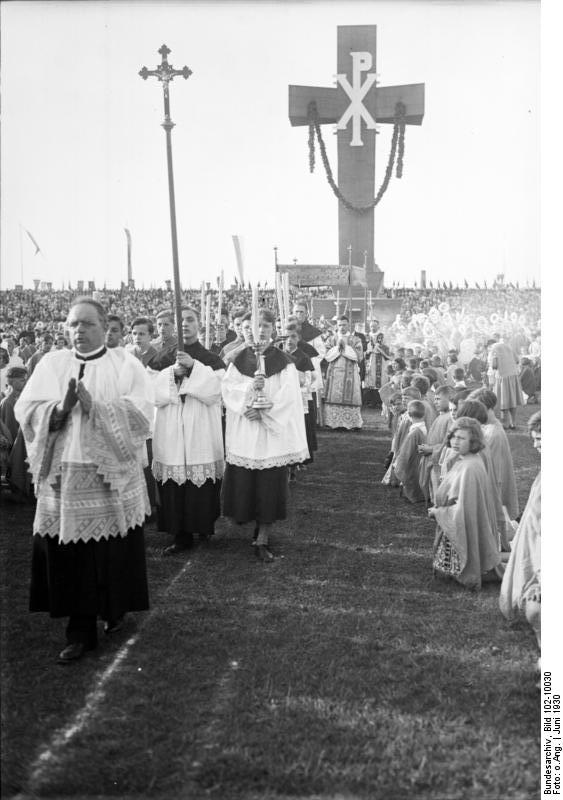
Der 28. märkische Katholikentag im Deutschen Stadion, Juni 1930, wurde von Klausener organisiert. Im Hintergrund der Altar mit dem 15 m hohen Kreuz

Enge Kontakte unterhielt Klausener zu führenden Vertretern der katholischen Kirche, so zu Franz Xaver Münch, Abt Ildefons Herwegen aus Maria Laach und Erich Przywara. Klausener wurde in den Vorstand des Katholischen Akademikerverbandes gewählt. Auf Wunsch des Berliner Weihbischofs Josef Deitmer übernahm Klausener 1928 zusätzlich zu seiner Ministerialdirektorenstelle die Leitung der Katholischen Aktion in der Fürstbischöflichen Delegatur für Brandenburg und Pommern, die 1930 nach dem Preußenkonkordat zum Bistum Berlin wurde. Die Rolle der Aktion bestand darin, bereits existierende katholische Vereine, wie zum Beispiel das Zentralkomitee der katholischen Vereine Berlin und Umgebung und die Berliner Caritas, zu koordinieren und ihre Interessen stärker zu vertreten. Die Katholische Aktion in Berlin sah 1928 ihre Aufgabe darin, der Expansion ihrer Meinung nach atheistisch und antikirchlich geprägter Bewegungen wie der Arbeiterbewegung und der Freidenkervereine entgegenzuwirken. Die NSDAP wurde hingegen von dem politischen Katholizismus um 1928 nicht so stark staatsgefährdend wahrgenommen.
In diesem Zusammenhang war es Klausener besonders wichtig, durch jährliche katholische Kundgebungen wie die Papstkrönungsfeier, den Diözesankatholikentag oder den katholischen Vereinstag am Buß- und Bettag, Präsenz und Einheit der Berliner katholischen Gemeinschaft zu demonstrieren. Für ihn waren diese Kundgebungen eine „Visitenkarte der Berliner Katholiken“, sie nahmen unter seiner Leitung ein immer größeres Ausmaß an. Diese Massenveranstaltungen behielten stets ihren religiösen Charakter; dabei wurden sie dafür kritisiert, dass sie der Eucharistie keinen würdigen Rahmen böten.
Als Vorsitzender der Aktion kämpfte er außerdem besonders gegen die zunehmende Veröffentlichung pornographischen Materials in Berlin. Am 19. März 1931 forderte er in einer Eingabe an den preußischen Innenminister Severing im Namen der katholischen Aktion, auf, „dafür Sorge zu tragen, dass die gesetzlichen Bestimmungen, die dem Schutze der guten Sitten zu dienen bestimmt sind, in strengerer Weise gehandhabt werden als bisher.“ Die Eingabe fand vielfach Beachtung, so wurde Klausener dafür von der Berliner Morgen-Zeitung als „Ministerrüffler“ tituliert, der Vorsitzende der Preußischen Zentrumsfraktion, Joseph Heß, kritisierte ihn heftig.
Da die Arbeitslosigkeit in der Weltwirtschaftskrise auch in Berlin rasch zunahm, unterstützte die Katholische Aktion mehrere karitative Organisationen. 1930 fasste der Caritasausschuss der Katholischen Aktion die Ziele der Katholischen Aktion zusammen: „[Wir] müssen unseren erwerbslosen Jugendlichen […] nicht nur materiell helfen, sondern vor allem an der Seele gesund erhalten“. Kurz vor Klauseners Tod 1934 umfasste die Katholische Aktion 112 katholische Organisationen, die etwa 150 regelmäßig erscheinende Druckschriften, vor allem Verbandszeitschriften, veröffentlichten.

### Preußenschlag
Während des Preußenschlags, der Absetzung der geschäftsführenden preußischen Regierung durch Reichskanzler Franz von Papen am 20. Juli 1932, befürwortete Klausener eine aktive Gegenwehr durch Einsatz der preußischen Polizei. Klausener hatte die Ereignisse des Preußenschlages bereits einige Wochen zuvor vorausgeahnt und diskutierte einen solchen Polizeieinsatz mit Innenminister Carl Severing. Der Minister lehnte den Vorschlag jedoch aus Sorge vor einer Auseinandersetzung zwischen Polizei und Heer ab, was Klausener später öffentlich kritisierte.
Allerdings gewann der stellvertretende Ministerpräsident Heinrich Hirtsiefer den Eindruck, dass Klausener bei einem „Komplott, das gegen die preußische Regierung gesponnen wurde, die Hand im Spiele“ gehabt hatte. Auch Severing behauptete, Klausener habe „sich in der Zeit der ersten Bracht-Tage im Preußischen Innenministerium als unaufrichtig und illoyal erwiesen“. Dieser Meinung wurde aber vom Sekretär der Katholischen Aktion in Berlin von 1930 bis 1934 Walter Adolph und von Klauseners Neffe Tilman Pünder widersprochen. Der Historiker Klaus Große Kracht sieht ebenso eine Beteiligung Klauseners an der Vorbereitung des Preußenschlags als höchst unwahrscheinlich an.

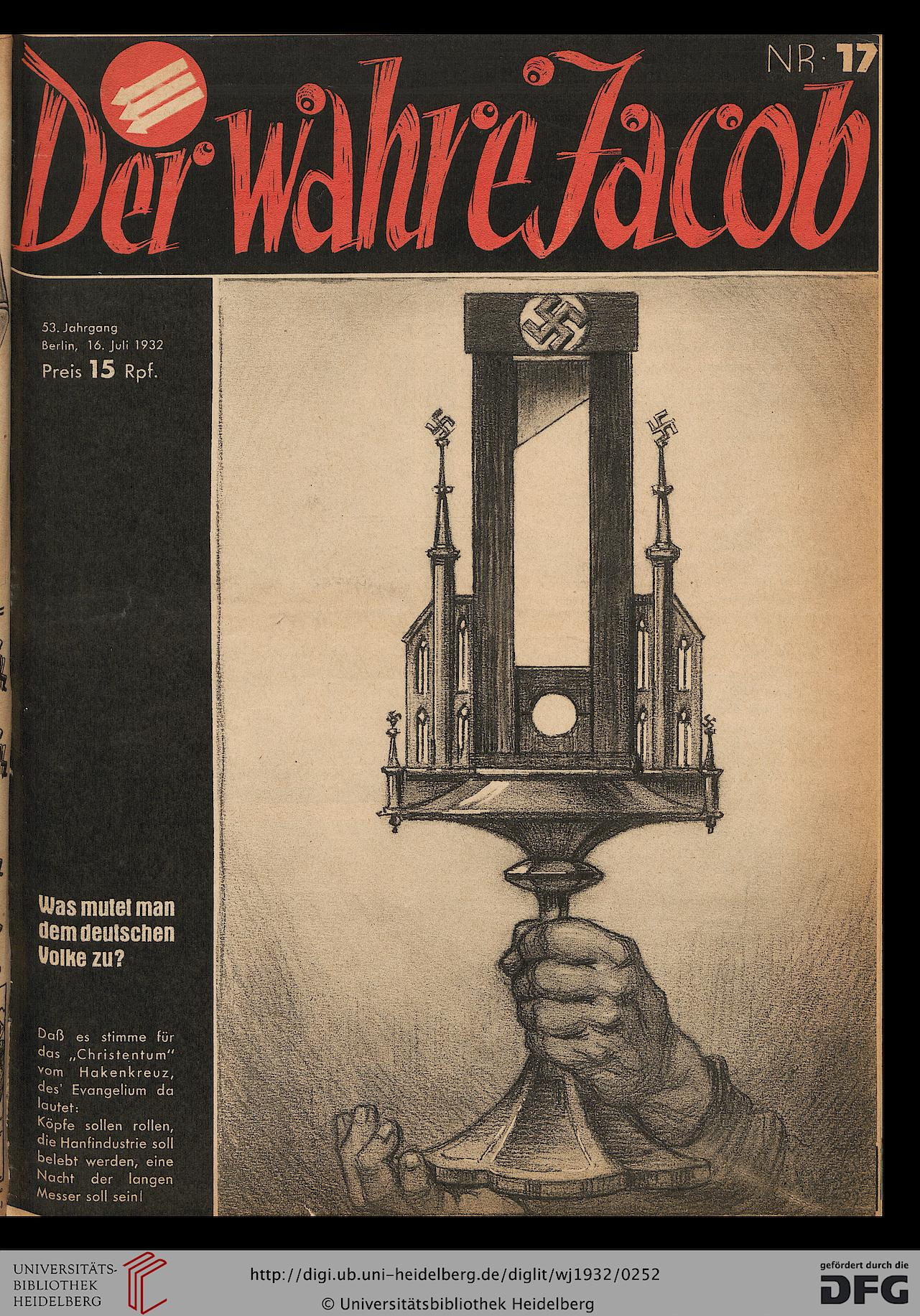
Der Wahre Jacob, Ausgabe 17, vom 16. Juli 1932, Titelseite. Diese Karikatur führte zu einem mehrwöchigen Verbot des Blattes, das Klausener befürwortete.

Am 20. Juli fragte Franz Bracht, der die Leitung des preußischen Innenministeriums kommissarisch übernahm, Klausener, ob er weiterhin die Leitung der preußischen Polizei übernehmen wolle. Der erbat sich Bedenkzeit, da er fürchtete, dass eine Bejahung als Verrat gegen die Republik gesehen werden könnte. Er diskutierte mit den Zentrumsabgeordneten Heinrich Vockel und Heinrich Krone. Beide rieten ihm, das Amt weiterzuführen. Krone war der Meinung, „dass es in der kritischen Zeit darauf ankäme, alle Stellungen zu halten, die noch in den Händen von Zentrumsleuten lägen.“
Nach dem Machtübergang diente Klausener der Regierung Bracht weiter so, wie er der früheren Regierung gedient hatte. Laut Große Kracht spricht vieles dafür, dass Klausener nicht unbedingt unglücklich mit der neuen politischen Richtung war. Diese Einstellung war in Einklang mit der Politik der Katholischen Aktion. Im August 1932 schrieb der Sekretär der Aktion Walter Adolph im Kirchenblatt einen durchaus positiven Artikel über eine Anordnung Brachts zur Hebung der öffentlichen Sittlichkeit: „Wir freuen uns, dass der […] Oberbürgermeister Bracht in einem Erlass an die Polizeibehörden die Grundlage für die Bekämpfung übelster Auswüchse geschaffen hat.“ Um diesen Aspekt zu verdeutlichen, führt Ekkehard Klausa folgendes Beispiel an. Klausener hatte ein sechswöchiges Verbot des sozialdemokratischen Satireblattes Der Wahre Jacob gefordert, auf dessen Titelseite eine Guillotine mit einem Hakenkreuz in der Art einer Monstranz gezeigt wurde. Der linksliberale Staatssekretär Abegg hatte dies abgelehnt, Bracht hingegen erließ das Verbot.

### Machtübernahme der NSDAP

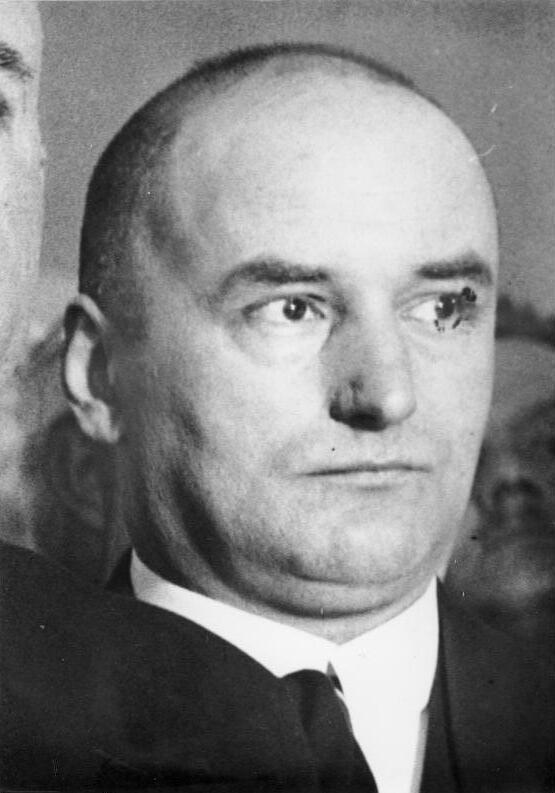
Erich Klausener, 1933

Im Januar 1933, noch vor dem Machtantritt der Nationalsozialisten, entschieden die Reichsregierung unter Kurt von Schleicher und das mit der Wahrnehmung der Regierungsgeschäfte in Preußen beauftragte Kommissariat unter Franz Bracht die Versetzung von Klausener vom Leiter der Polizeiabteilung im Preußischen Innenministerium auf den Posten des Leiters der Schifffahrtsabteilung im Reichsverkehrsministerium als Nachfolger von Ulrich Stapenhorst. Die Versetzung Klauseners wurde der Öffentlichkeit Mitte Januar 1933 mitgeteilt. Praktisch vollzogen wurde Klauseners Versetzung wenige Wochen nach der Machtübernahme der NSDAP am 30. Januar 1933 durch den in der neuen Regierung mit der kommissarischen Leitung des Innenministeriums beauftragten Hermann Göring: Am 13. Februar 1933 erfolgte seine formale Entbindung von seinen Dienstpflichten im Innenministerium und am 1. März 1933 trat er sein neues Amt im Reichsverkehrsministerium an, wo er nun dem Verkehrsminister Paul von Eltz-Rübenach unterstand. Als Göring Klausener empfing, um ihm seine Versetzung mitzuteilen, kündigte er an, jeden zu bekämpfen, der gegen die NSDAP arbeite:

„Sie haben uns mit Nadelstichen bekämpft, und diese Taktik hat unsere Lebenskraft noch angefeuert. Ich versichere Ihnen: merken wir, daß jemand gegen uns arbeitet, so werden wir mit der Faust zuschlagen.“

Klausener stand dem nationalsozialistischen Regime nicht vollständig ablehnend gegenüber. Ähnlich wie Papen war er davon überzeugt, dass Adolf Hitler sich von der tagtäglichen Regierungspraxis, von der „still und konsequent wirkenden Kraft der Bürokratie“, zähmen lassen würde. Obwohl Klausener die nationalsozialistische Ideologie und besonders den Ideologen Alfred Rosenberg öffentlich kritisierte, befürwortete er die Art, mit der die neue Führung des Landes einige vorhandene Probleme behandelte. Explizit hat Klausener einige politische Entscheidungen Hitlers begrüßt, wie zum Beispiel die Einrichtung der „Kraft durch Freude“-Organisation und die des „Eintopfsonntags“. Klausener wollte durch eine aktivere Teilnahme der Katholiken an der „nationalen Erhebung“ der Nationalsozialisten einen gewissen politischen Einfluss wahren. Dem Historiker Andreas Schwegel zufolge „begriff er die ‚nationale Revolution‘ als gemeinsames Aufbauwerk, dem sich die Katholiken nicht entziehen dürften.“ In einer Rede, die Klausener am 26. März 1933 vor den Schülern des Lietzensee-Gymnasiums und Liebfrauen-Lyzeums hielt, hieß es:

„Seid katholisch und seid deutsch! […] Als Bürger unseres Vaterlandes fühlen wir den heißen Strom nationaler Begeisterung, der durch unser Volk geht […] Aus unserer religiösen Überzeugung erwächst die Pflicht und Kraft der Hingabe an Volk und Nation. Der ganze katholische Mensch ist auch der ganze deutsche Mensch.“

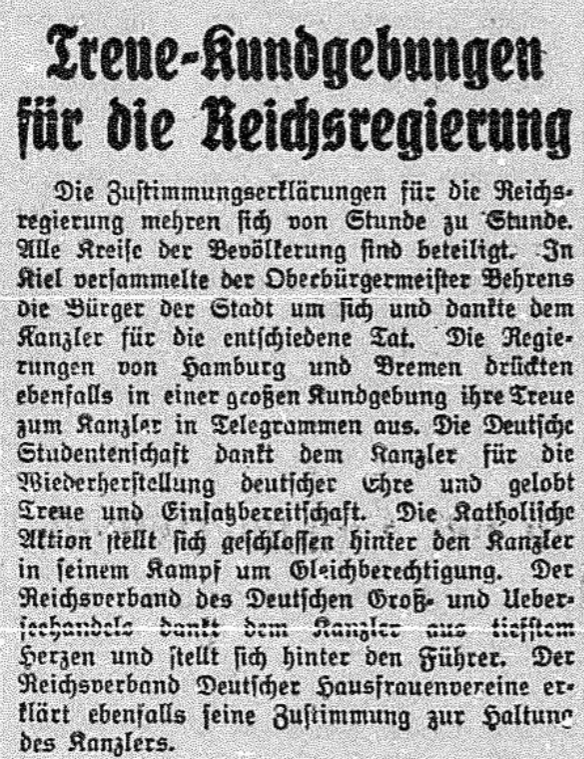
Treue-Kundgebungen für die Reichsregierung, Artikel in der Berliner Morgenpost vom 18. Oktober 1933, S. 2.

Schwegel deutet diese Aussage patriotisch, da sich Klausener nicht nur der neuen Staatsführung habe konform äußern, sondern vor allem einen neuen „Kulturkampf“ zwischen Kirche und Staat habe vermeiden wollen. Am 15. Oktober 1933, nach dem Austritt Deutschlands aus dem Völkerbund, telegraphierten Kapitularvikar Paul Steinmann und Klausener im Namen der Katholischen Aktion Berlins an Hitler:

„In den Schicksalsstunden der Nation treten die Katholiken des Bistums Berlin in unerschütterlicher Liebe zum Volk und Vaterland geschlossen hinter den Führer und Kanzler in seinem Kampf für die Gleichberechtigung und die Ehre der Nation und die Wiederherstellung eines gerechten Friedens unter den Völkern.“

 Dabei war die Katholische Aktion Berlin nicht die einzige Einrichtung, die ein derartiges Telegramm überstellt hatte. Auch bekannte Gegner des Regimes hatten den Austritt aus dem Völkerbund begrüßt. Solche Bekundungen zum Austritt aus dem Völkerbund wurden von der Propaganda vielfach als reine Unterstützung der Reichsregierung benutzt.

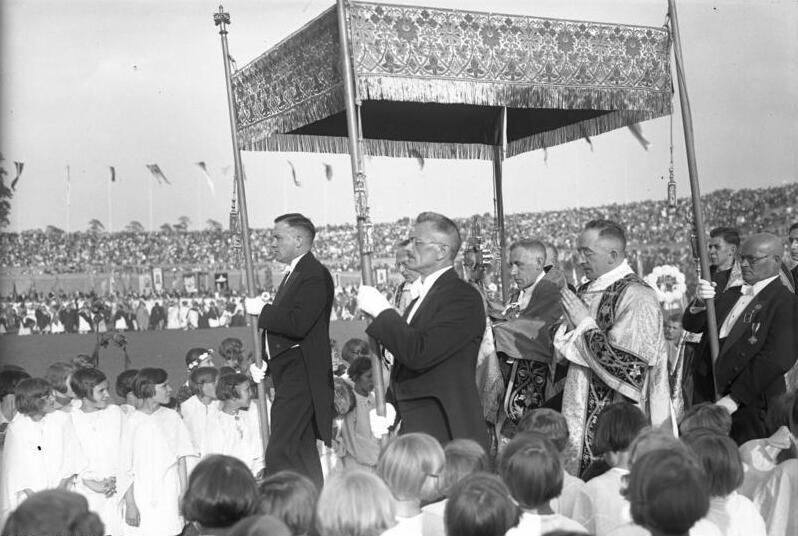
Am 28. märkischen Katholikentag feierte der päpstliche Nuntius in Berlin, Monsignore Cesare Orsenigo, die Heilige Messe mit über 50.000 Menschen.

Klausener war es zwar bewusst, dass sich die Beziehung zwischen der Kirche und der nationalsozialistischen Regierung stets verschlechtert hatte, er war aber der Auffassung, dass dies hauptsächlich auf einen Mangel an Kommunikation und Diplomatie zurückzuführen wäre und dass ein Kompromiss in erreichbarer Nähe läge. Diese Meinung wurde durch die Erklärung Hitlers am Tag von Potsdam am 21. März 1933 unterstützt, in der er „freundschaftliche Beziehungen zu dem Heiligen Stuhl“ versprach. Das Konkordat, das Hitler mit der Kirche am 20. Juli 1933 schloss, bestätigte diese weit verbreitete Meinung. Die Auffassung Klauseners zum Nationalsozialismus stimmte größtenteils mit jener des „faschismusnahen“ Apostolischen Nuntius, Erzbischof Cesare Orsenigo, überein. Dieser war der Meinung, dass das nationalsozialistische Regime keine Erscheinung von kurzer Dauer sein werde und dass folglich ein diplomatischer Bruch zwischen dem Heiligen Stuhl und Deutschland gravierende negative Konsequenzen haben könnte. Dem Historiker Klaus Große Kracht zufolge war der Berliner Generalvikar Paul Steinmann der Meinung, dass Klausener zu freundlich zum NS-Regime sei und aufgrund dieser Haltung seine Stellung als Vorsitzender des Katholischen Kirchentages „nicht mehr lange halten könne“. Große Kracht betont den Widerspruch zwischen Adolphs Biographie, in der herausgehoben wird, dass Klausener am Ende seines Lebens in einen „unversöhnlichen Gegensatz zur NS geraten“ musste, und dessen unveröffentlichten Aufzeichnungen, nach denen er noch kurz vor seinem Tod „eine Lanze nach der anderen für das Dritte Reich gebrochen“ habe. Die Anerkennung vermeintlich positiver Leistungen der nationalsozialistischen Reichsregierung habe aber nicht bedeutet, dass Klausener bereit gewesen wäre, „seine religiöse Überzeugung durch den Nationalsozialismus antasten zu lassen.“
Je größer der nationalsozialistische Einfluss auf die deutsche Gesellschaft wurde, desto gründlicher wurde jeder christliche Einfluss aus dem öffentlichen Leben ausgeschlossen. In diesem Zusammenhang war es besonders schwierig, die Katholische Aktion fortzuführen. Nach der Selbstauflösung der Zentrumspartei am 5. Juli 1933 war die Katholische Aktion die einzige öffentliche Verkörperung des politischen Katholizismus. Trotz der Machtübernahme der Nationalsozialisten setzte Klausener seine Tätigkeit im Laienapostolat fort und provozierte mit demonstrativen Treuebekundungen zur Kirche die nationalsozialistischen Machthaber. Beim 31. Katholikentag im Bistum Berlin am 25. Juni 1933 im Grunewald-Stadion wandte er sich gegen die neuesten politischen Entwicklungen. Er forderte eine Begleitung der nationalsozialistischen „Revolution“ durch eine christlich geprägte Bewegung:

„Wenn die Revolution der nationalen Erhebung nicht begleitet wird von einer Revolution der inneren geistigen Erneuerung, dann ist alle Kraft und Arbeit und alle Mühe vergebens.“

Mit „geistiger Erneuerung“ meinte Klausener die Übernahme der Werte des katholischen Christentums. Er forderte, der nationalsozialistischen Bewegung grundlegende christliche Werte hinzuzufügen. Rosenberg, der Chefideologe der NSDAP, erwiderte am 27. Juni 1933 im Völkischen Beobachter:

„Der Zentrumsmann Dr. Klausener sieht also den 14jährigen Kampf Adolf Hitlers und die große Erhebung unseres Volkes […] als eine von noch nicht genügend innerer Geistigkeit getriebene Bewegung an!“

Vor Beginn des 31. Katholikentages hatte Arbeitsminister Robert Ley den katholischen Arbeitsverbänden Staatsfeindlichkeit vorgeworfen, was Klausener dazu veranlasste, öffentlich Stellung dazu zu nehmen. Der NS-nahe Katholische Verein für nationale Politik reagierte empört auf Klauseners Kritik an der Gleichschaltung der Arbeitervereine.
Anlässlich des märkischen Katholikentages am 24. Juni 1934 im Hoppegarten hielt Klausener eine leidenschaftliche Rede vor 60.000 Zuschauern. Der Originaltext dieser improvisierten Rede ist nicht erhalten. Zeugnisse und Einschätzungen bewerten ihre Intention und ihren Aussagegehalt teilweise unterschiedlich: Klausener selber beschrieb den Ablauf der Kundgebung und seine Rede in einer Karte an seine Mutter, in der er betont, die Rede sei gut verlaufen und er habe „nur zum Frieden und zur Liebe geredet“. Max Gallo schreibt in seinem Buch Der schwarze Freitag der SA, dass Klausener sich „nach einem Lob auf die Regierung“ damit begnügte, „für die Katholiken das Recht zu fordern, ihr innerkirchliches Leben ungestört führen zu können“. Im Gegensatz dazu war die Rede in den Augen vieler Beobachter ausschlaggebend für Klauseners spätere Ermordung. Ihr Schwerpunkt war einerseits Treue der Katholiken zur Kirche und Vaterland und andererseits Menschenliebe. In dieser Rede hat Klausener ein „Treuegelöbnis für die Kirche, für Papst und Bischof“ ausgesprochen „und so die Existenz einer vom Staat unabhängigen, der offiziellen Ideologie widerstreitenden Organisation demonstrativ unter Beweis gestellt“. Noch im Juni 1933 wurde Klausener vorübergehend festgenommen und in das SA-Gefängnis Papestraße verbracht.
Klauseners Sohn berichtet, dass die Teilnehmer des 32. Märkischen Kirchentages die Rede so verstanden hätten, dass diese Menschenliebe jede Bevölkerungsgruppe einschließt, auch die jüdische Bevölkerung. Dies steht im Widerspruch zu Klauseners Aussage auf dem Katholikentag am 25. Juni 1933, nach der es ihm wie eine „Erlösung“ vorkomme, „dass die Reichsregierung […] denen das Handwerk gelegt habe […], die die Pest der moralischen Verseuchung […] verbreiteten, […] die das Volk […] schon in seiner völkischen eugenischen Entwicklung angefressen hat“. Deswegen hält Klausa die Aussage von Klauseners Sohn für Spekulation. In dem Personenverzeichnis Gedenkstätte Deutscher Widerstand heißt es, dass Klausener sich in dieser Rede lediglich gegen die Ausgrenzung von Menschen anderer Weltanschauungen durch die Nationalsozialisten gewandt habe.

### Ermordung

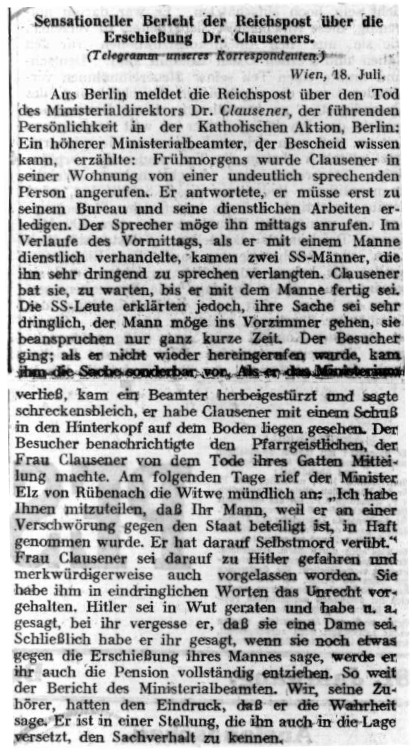
Pester Lloyd, Budapest, 18. Juli 1934

Im Zuge der Röhm-Affäre wurden neben SA-Funktionären auch Gegner des Nationalsozialismus ermordet. Zu den Opfern gehörte auch Erich Klausener. Am 30. Juni 1934 beauftragte der Leiter des Geheimen Staatspolizeiamtes Reinhard Heydrich den SS-Mann Kurt Gildisch damit, Klausener aufzusuchen und auf der Stelle zu erschießen. Zu diesem Zweck schickte er ihn in Begleitung eines Gestapo- oder SD-Angehörigen – wahrscheinlich Hermann Behrends – ins Reichsverkehrsministerium. Gildisch eröffnete Klausener in dessen Dienstzimmer im Verkehrsministerium, dass er verhaftet sei. Gildisch schoss mit seiner Pistole Klausener in den Kopf, der dieser Schussverletzung sofort erlag. Nachdem Gildisch ihm telefonisch Vollzugsmeldung erstattet hatte, gab Heydrich ihm den Auftrag, den Mord als Suizid zu tarnen. Nach Gildischs Rückkehr ins Geheime Staatspolizeiamt erklärte Heydrich ihm, dass Klausener „ein gefährlicher Katholik“ gewesen sei, der gegen die Regierung gearbeitet habe.
Als Hauptmotiv für Klauseners Ermordung gilt seine Rede auf dem Katholikentag vom 24. Juni im Hoppegarten, in der er sich gegen die weltanschauliche Intoleranz des Nationalsozialismus gewandt hatte. Als Beamter im Preußischen Innenministerium hatte er zudem vor 1933 zahlreiche Polizeieinsätze gegen die Nationalsozialisten verantwortet. Der Historiker Lothar Gruchmann hebt hervor, dass Klausener „eingehende Kenntnis von zahlreichen ungesetzlichen Handlungen und den zweifelhaften Methoden der NSDAP“ gewonnen habe und deswegen „den nunmehrigen Machthabern unbequem sein musste.“ In der Exilpresse wurde Klausener zwar häufig fälschlicherweise dem Stab von Franz von Papen und den dortigen Reform- und Umsturzbestrebungen zugerechnet. Der Historiker Hans Rothfels hob jedoch darauf ab, dass Klausener lediglich als potentieller Ansatzpunkt einer möglichen Opposition gesehen wurde, ohne dass erkennbar sei, ob er tatsächlich in die Aktionen oder Planungen des damaligen Widerstandes verwickelt gewesen wäre. Ob Klauseners Tätigkeit als aktiver Widerstand gegen das NS-Regime zu werten ist, bleibt unklar. Laut Ger van Roon kam der katholische Widerstand nie über die ersten von Ernst Wolf formulierten Phasen-Normen, nämlich die Verteidigung der eigenen Rechte, hinaus. Max Gallo betont, dass Klausener keine Ausnahme darstellt. Klauseners Sohn geht davon aus, dass die Rede auf der Galopprennbahn Hoppegarten nicht als Widerstand, sondern eine unpolitische Meinung des Redners zu werten ist. Die Nationalsozialisten hätten sie dagegen als eine objektive Widerstandserklärung gegen ihre Ideologie und ihre Bewegung interpretiert. Im Lagebericht der SS vom Mai/Juni 1934 heißt es, dass Klauseners Massenkundgebungen in Berlin gegen die Schulungsarbeit der NSDAP gewirkt haben. Auch Große Kracht hält die Massenkundgebungen als einen möglichen Grund für Klauseners Ermordung. So hebt er heraus, dass die Mobilisierung von 50–60.000 Menschen die NS-Führung so stark „verunsichert“ haben dürfte, dass sie sich gezwungen sah, einen Schlag gegen die „Überreste des politischen Katholizismus“ zu führen. Alternativ zeigt er zwar die Vermutung, dass es sich bei der Ermordung Klauseners um einen „Racheakt der NS-Führung an dem ehemaligen Leiter der Polizeiabteilung im preußischen Innenministerium“ gehandelt habe, aber er zeigt, dass die Organisation von Massenkundgebungen eine „entscheidendere“ Rolle gespielt haben dürfte. Jedoch erwähnt Große Kracht auch, dass Klauseners Ermordung nicht von „langer Hand geplant“, sondern am 30. Juni 1934 eher kurzfristig angeordnet und deswegen eine Art „Überschussreaktion“ gewesen sein könnte.

## Reaktionen auf den Mord

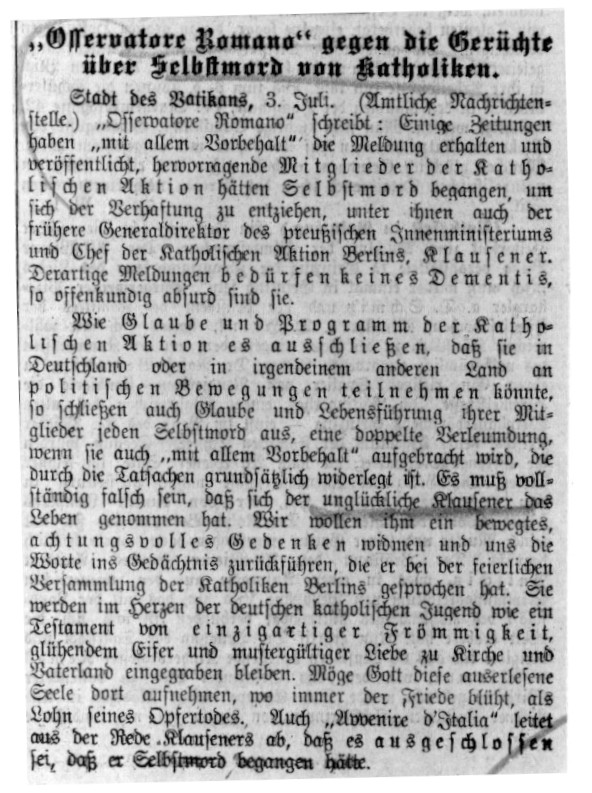
Neue Freie Presse, Wien, 3. Juli 1934

Insbesondere von katholischer Seite gab es empörte Stellungnahmen. Wenige Tage nach dem Mord an Klausener wurde im Osservatore Romano am 2./3. Juli 1934 folgendes veröffentlicht:

„Einige Zeitungen haben die Meldung gebracht, dass der Chef der Katholischen Aktion in Berlin sich durch Selbstmord der Verhaftung entzogen hätte. Ähnliche Meldungen bedürfen keines Dementis, um so mehr, als ihre Absurdität am Tage liegt.“

Am 3. Juli 1934 wurde ein Trauergottesdienst in der Hauskapelle des Bischöflichen Ordinariates gehalten. Wenige Tage später, am 7. Juli 1934, fand ein Requiem statt, bei dem die Urne mit Klauseners Asche beigesetzt wurde. Sowohl der Trauergottesdienst als auch das Requiem fanden aus Angst vor der Reaktion der Nationalsozialisten im engsten Familienkreis statt. Einige Tage nach dem Requiem ließ das Bischöfliche Ordinariat in allen Kirchen des Bistums Berlin die Nachricht von Klauseners Tod verkünden. Bei dieser Verkündung wurde der Klerus darauf aufmerksam gemacht, die „gebotene Zurückhaltung zu beobachten und das Gesamtwohl der Kirche nicht aus den Augen zu lassen“.

Die Morde um den 1. Juli 1934 wurden von keiner Seite offiziell missbilligt, auch nicht von den Kirchen. Das Schweigen der Kirche bezüglich des Falles Klausener kritisierte der in die Schweiz emigrierte Publizist Waldemar Gurian scharf:

„Das Schweigen der Bischöfe ist vielleicht noch furchtbarer als alles, was am 30. Juni geschehen ist.“

Diese Kritik sollte im Zusammenhang mit der Kirchenpolitik des Heiligen Stuhles und der Bischöfe zu betrachtet werden. Denn die kirchliche Politik bestand unter anderem darin, „Situationen zu vermeiden, die zu einem Bruch der Loyalitätspflicht des Konkordats ausgelegt werden könnten“. Die Kirche sah darin ein Mittel, sich als Institution zu retten. Dies führte aber auch zu einer Gefährdung ihrer Glaubwürdigkeit.  Konrad Adenauer war 1946 der Meinung, dass eine deutlichere öffentliche Stellungnahme der Kirche den Verlauf der Geschichte hätte verändern können.
Trotz des bischöflichen Mahnrufs widersprach Klauseners Pfarrer Albert Coppenrath öffentlich der offiziellen These des Suizids und verwies in einer Predigt auf den „erschossenen“ Katholikenführer Klausener. Nach der Kollekte für ein Klausener-Denkmal auf dem Friedhof der St.-Matthias-Gemeinde wurde Coppenrath verhaftet. Die folgende Gerichtsverhandlung am 3. August 1936 wegen „Kanzelmissbrauchs“ endete mit einem Freispruch. Coppenraths Amtsvorgänger Clemens August Graf von Galen, seit 1933 Bischof von Münster, löste 1936 einen öffentlichen Konflikt mit Reichskirchenminister Kerrl aus. Bei einer Predigt in St. Viktor in Xanten erinnerte der Bischof an die „frischen Gräber, in denen die Asche derer ruht, die das katholische Volk für Märtyrer des Glaubens hält.“ Der Kritik des Ministers an dieser Predigt hielt Galen ausdrücklich das Schicksal Klauseners entgegen.
Zwei Jahre zuvor hatten die Morde des 30. Juni 1934, denen mit Klausener, dem DJK-Jugendführer Adalbert Probst und dem Journalisten Fritz Gerlich drei engagierte Katholiken zum Opfer gefallen waren, für erhebliche Unruhe unter der katholischen Bevölkerungsminderheit gesorgt und die Volksabstimmung vom August des Jahres aus Sicht des Regimes negativ beeinflusst. „Katholiken! […] Bekennt Euch gegen Hitler“ forderten anonyme Klebezettel im Ruhrgebiet, die ausdrücklich an die „Märtyrer“ Klausener und Probst erinnerten.
Klauseners Familie reichte am 28. März 1935 eine Schadensersatzklage zum Ausgleich "besonderer Nachteile, die einzelnen durch politische Vorgänge der nationalsozialistischen Erhebung zugefügt worden sind" aufgrund des Ausgleichsgesetzes vom 13. Dezember 1934 gegen das Deutsche Reich und das Land Preußen ein. Die mit der Sache betrauten Anwälte Werner Pünder und Erich Wedell wurden daraufhin von der Gestapo in Schutzhaft genommen. Es wurde ihnen vorgeworfen, sie hätten mit ihrer Klage versucht, die Reichsregierung in einer „öffentlichen Aktion gegen den Führer“ zu diskreditieren. Nur der gemeinsame Einsatz der Minister Gürtner, Schwerin von Krosigk, von Neurath, von Blomberg und Frick sowie der schwedischen Botschaft ermöglichten die Entlassung beider Anwälte am 16. Mai 1935 aus ihrer Haft. Der Prozess um die Entschädigung wurde eingestellt. Die ausgebliebenen juristischen Folgen der Erschießung Klausners zeigen, wie die außernormative Befehle der Führung "mit dem normativen Ordnungsgefüge des beschränkt fortbestehenden Rechtsstaates kollidierten".
Da konservative Kreise und besonders die Reichswehr mit der SA zutiefst verfeindet waren, stimmten sie den Aktionen zu, die von Ende Juni bis Anfang Juli 1934 wegen der Ermordung Ernst Röhms stattfanden und hauptsächlich gegen die SA gerichtet waren. Als Konsequenz daraus stieg Hitlers Popularität unter den Mitgliedern der Reichswehr nach diesen Ereignissen erheblich. Am 5. Juli 1934 billigte Reichswehrminister Werner von Blomberg ausdrücklich die Ermordung derjenigen Opfer der Säuberungsaktion, die nicht zur SA gehörten. Er betonte dabei, dass Hitler auch im „Interesse der Wehrmacht“ gehandelt habe. Laut Peter Steinbach wurden die von der NS-Führung umworbenen konservativen Bevölkerungskreise dennoch zum Teil davon erschreckt, dass Hitler nicht nur SA-Leute, sondern bisweilen auch „allgemein respektierte Politiker“ wie Klausener oder die Generäle Kurt von Schleicher und Ferdinand von Bredow hatte ermorden lassen.

## Ehrungen
Erich Klausener war zunächst auf dem Friedhof der St.-Matthias-Gemeinde in Berlin-Tempelhof beigesetzt. Am 4. Mai 1963 wurde seine Urne am Vorabend von deren Kirchweihe in die neu erbaute „Gedächtniskirche der deutschen Katholiken zu Ehren der Blutzeugen für Glaubens- und Gewissensfreiheit in den Jahren 1933–1945“ Maria Regina Martyrum in Berlin-Charlottenburg überführt und dort in einem Sarkophag am Gedenkort in der Krypta beigesetzt. Eine Inschrift weist hier auf Erich Klausener hin.
1963 wurde auf dem Leo-Statz-Platz in Düsseldorf-Unterbilk, am ehemaligen Standort des Hauses Kronprinzenstraße 43, Geburtshaus von Erich Klausener und Wohnhaus seines Vetters Leo Statz, ein Gedenkstein aufgestellt. Im August 2014 wurden die Stolpersteine verlegt.
Die katholische Kirche hat Erich Klausener im Jahr 1999 als Glaubenszeugen in das deutsche Martyrologium des 20. Jahrhunderts aufgenommen. Mehrere Theologen haben eine Seligsprechung Klauseners ins Gespräch gebracht. Ekkehard Klausa kam zum Schluss, dass Klausener zwar wegen seines Engagements für das Christentum gestorben sei, er aber nicht als Märtyrer gelten solle. Laut Klausa habe er sich entschlossen für die Belange der Kirche eingesetzt, aber das Regime nicht aktiv bekämpft.
In Recklinghausen gründete unmittelbar nach dem Ende des Krieges der Oberstudiendirektor des Gymnasiums Petrinum, Josef Sprenger, den Klausener-Bund, eine „Gesellschaft zur Pflege christlicher Weltanschauung“. Der Klausener-Bund veranstaltete seminarähnliche Vortragsabende überkonfessionell für alle Bildungsschichten. Als Dozenten konnten namhafte zeitgenössische Philosophen und Theologen gewonnen werden (u. a. Theodor Litt, Heinrich Spaemann, Johannes Pinsk). Der Bund bestand bis Ende der 1960er Jahre.
Zu Ehren von Erich Klausener wurde eine Sonderbriefmarke in der Sowjetischen Besatzungszone herausgegeben. Später gab die Deutsche Bundespost Berlin am 8. Mai 1984 eine Briefmarke (Mi.-Nr. 719) heraus.
Die Polizei NRW benannte 1957 in Bork eine Polizeischule mit Diensthundeführer-Schule nach Klausener. Die Schule wurde 1970 nach Schloß Holte-Stukenbrock verlegt.
Berlin erinnert an Klausener mit dem 1950 nach ihm umbenannten Klausenerplatz (zuvor Friedrich-Karl-Platz) in Charlottenburg sowie einer Gedenktafel in der Keithstraße 8 im Bezirk Tempelhof-Schöneberg sowie in der Behrenstraße im Bezirk Mitte. Verschiedene Städte in Deutschland haben Straßen, Plätze oder Schulen nach Klausener benannt (zum Beispiel Erich-Klausener-Straße im Stadtteil Stockum seiner Geburtsstadt Düsseldorf). Insbesondere im Kreis Recklinghausen ist die Erinnerungskultur an den ehemaligen Landrat intensiv: Dort wurden zwei Schulen (in Herten und Dorsten), eine Brücke sowie mehrere Straßen nach ihm benannt sowie zum 75. Jahrestag seiner Ermordung ein Gedenkstein in Ahsen enthüllt. In Adenau, wo Klausener als Landrat fungierte, erhielt das örtliche Gymnasium 1964 seinen Namen.
Im Jahre 1992 erhielt das Katholische Zentrum in Recklinghausen den Namen „Erich-Klausener-Haus“. Damit will das Stadtkomitee der Katholiken einen engagierten Christen, überzeugten Demokraten und sozialen Landrat ehren. Eine Gedenktafel im Haus, die Publikation einer Dokumentation sowie Gedenkveranstaltungen, zuletzt 2009 zum 75. Jahrestag seiner Ermordung und 2010 zum 125. Geburtstag Klauseners, halten die Erinnerung aufrecht.
Das Bundesministerium für Verkehr und digitale Infrastruktur (BMVI) hat an seinem Standort in der Berliner Invalidenstraße den im Zuge der Restaurierung (2003 bis 2004) wiedergewonnenen Lichthof nach Erich Klausener benannt. 2023 wurde die neue Lippebrücke zwischen Ahsen und Olfen nach Erich Klausener benannt.
Den 75. Jahrestag der letzten öffentlichen Rede Klauseners auf dem Märkischen Katholikentag in Hoppegarten begingen Erzbistum und Diözesanrat Berlin und der Freundeskreis Dr. Erich Klausener Hoppegarten mit einem Festakt im Rathaus und einer Messe auf der Rennbahn mit Georg Kardinal Sterzinsky und Nuntius Jean-Claude Périsset. Dabei wurde der Platz vor der Rennbahn nach Klausener benannt, eine Büste enthüllt und auf dem Rennbahngelände eine Gedenktafel angebracht.
Das Gelände des Jugend-Erholungsheim der Gemeinde St. Matthias in Berlin-Lichtenrade wurde „Erich-Klausener-Platz“ genannt. Auf dem Gelände stand von 1934 bis 2018 ein von der Deutschen Reichsbahn ausgemusterter preußischer Abteilwagen aus dem Jahr 1897. Nach Überlieferung der Gemeinde setzte sich Klausener wenige Stunden vor seiner Ermordung für die Übergabe des Wagens an den Kindergarten seine Kirchgemeinde ein. Der Eisenbahnwagon wurde seit 1934 als Aufenthaltsraum und Spielgerät genutzt. Am 20. Februar 2019 wurde der Wagen zum Deutschen Technikmuseum Berlin überführt und soll nach seiner Restaurierung Teil der Dauerausstellung werden – zusammen mit der am Wagen angebrachten Gedenktafel für Erich Klausener.

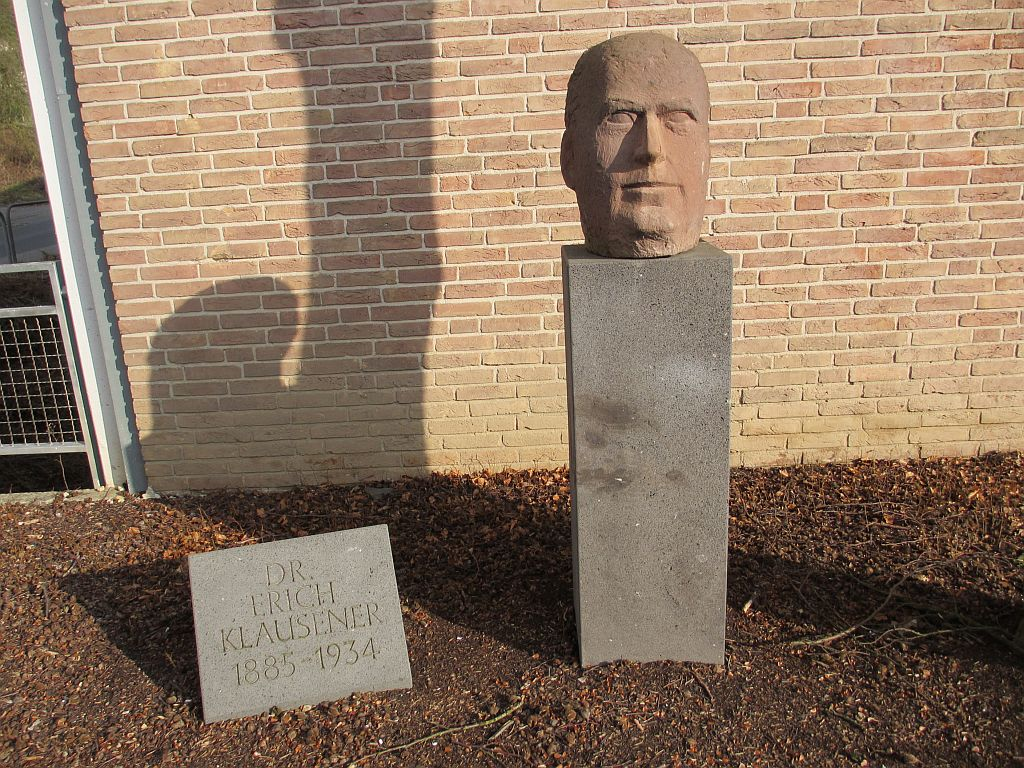
Die Büste Klauseners vor dem Haupteingang des Erich-Klausener-Gymnasiums in Adenau
Erich Klausener (Briefmarke Westberlins zum 50. Todestag)
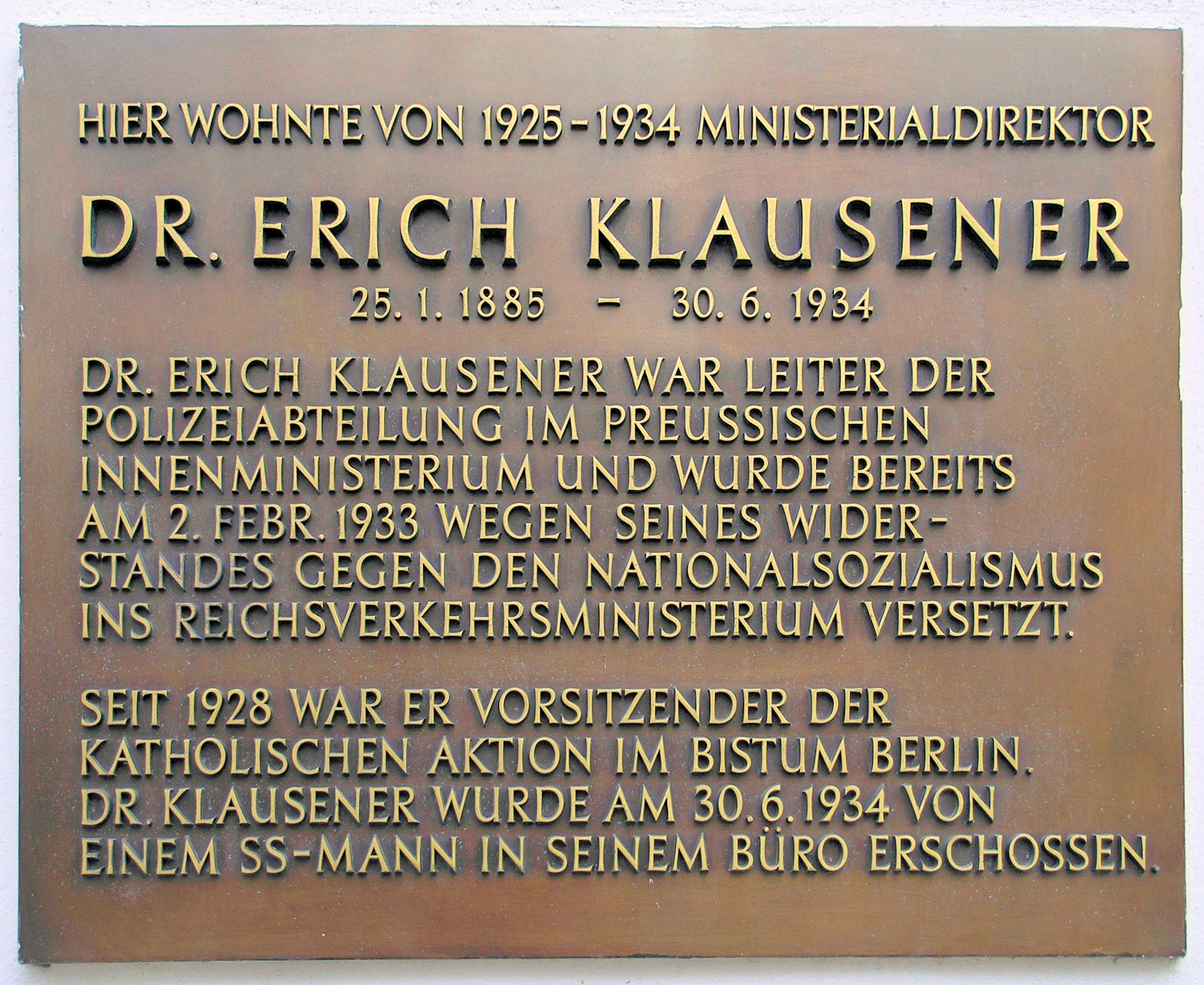
Gedenktafel am Haus Keithstraße 8 in Berlin-Schöneberg
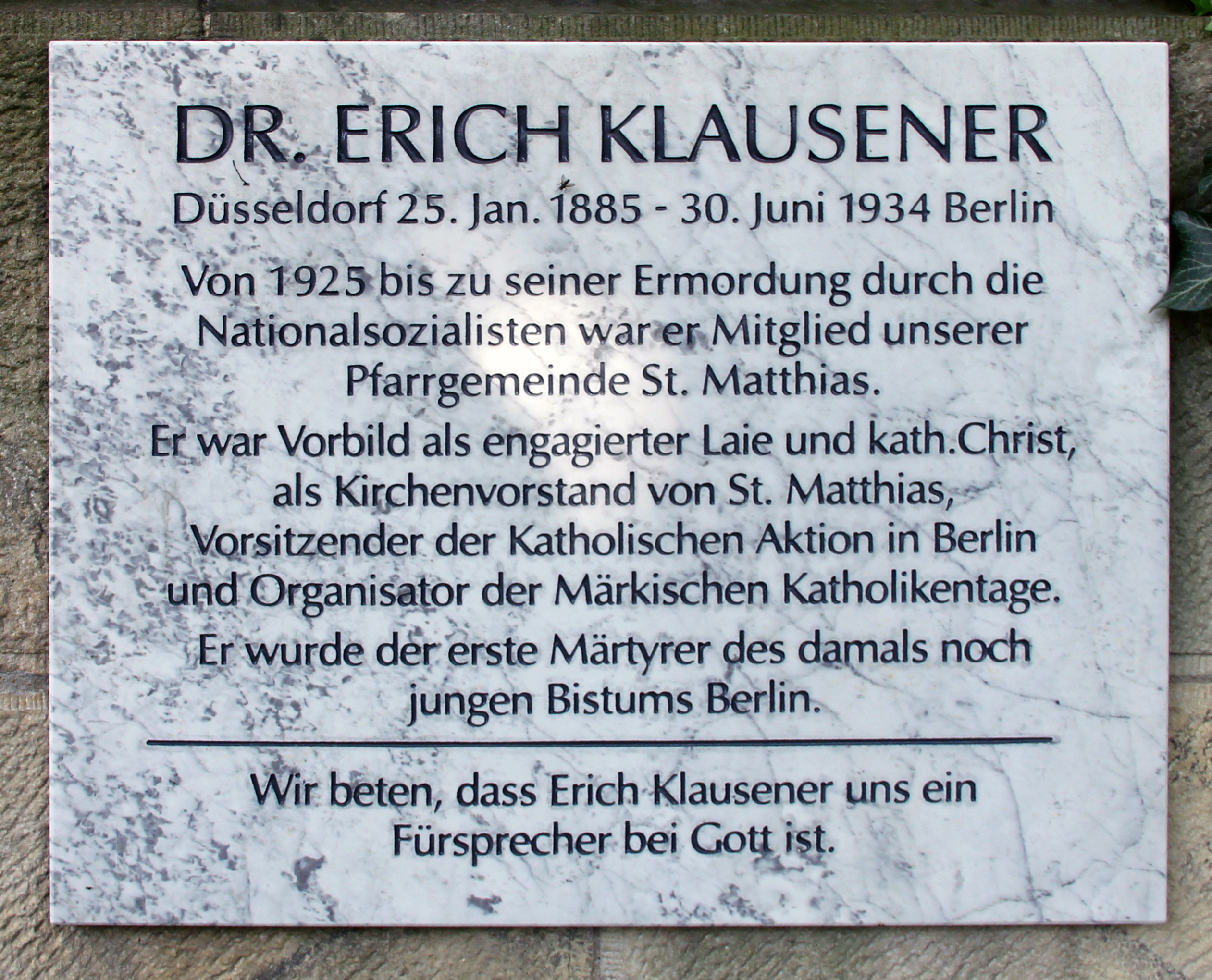
Gedenktafel an der St.-Matthias-Kirche in Berlin-Schöneberg
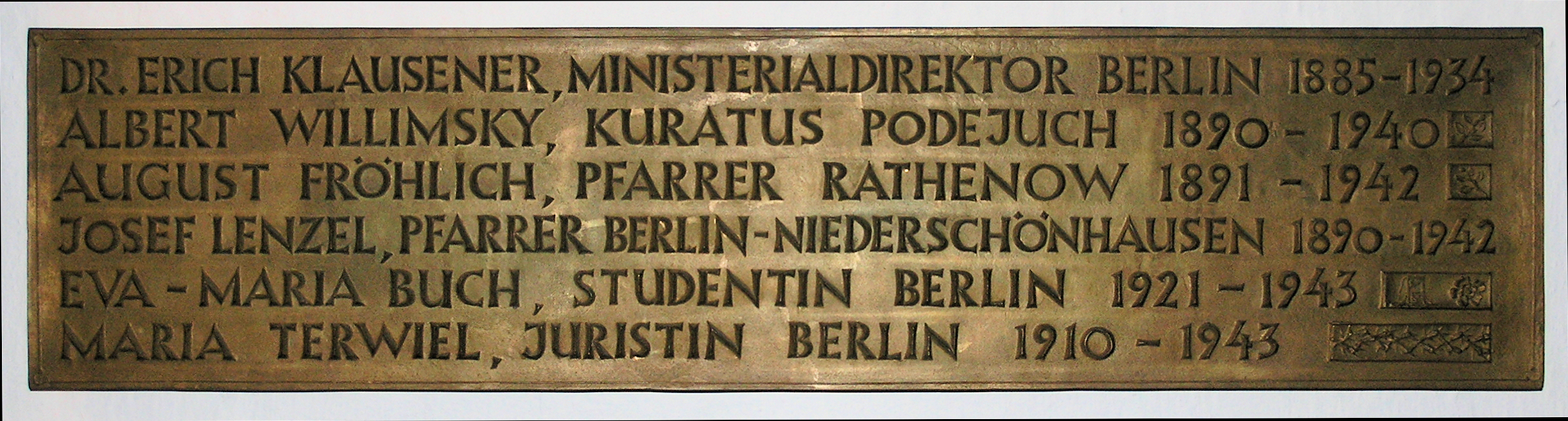
Gedenktafel der Martyrer der NS-Zeit in der Krypta der St.-Hedwigs-Kathedrale in Berlin-Mitte
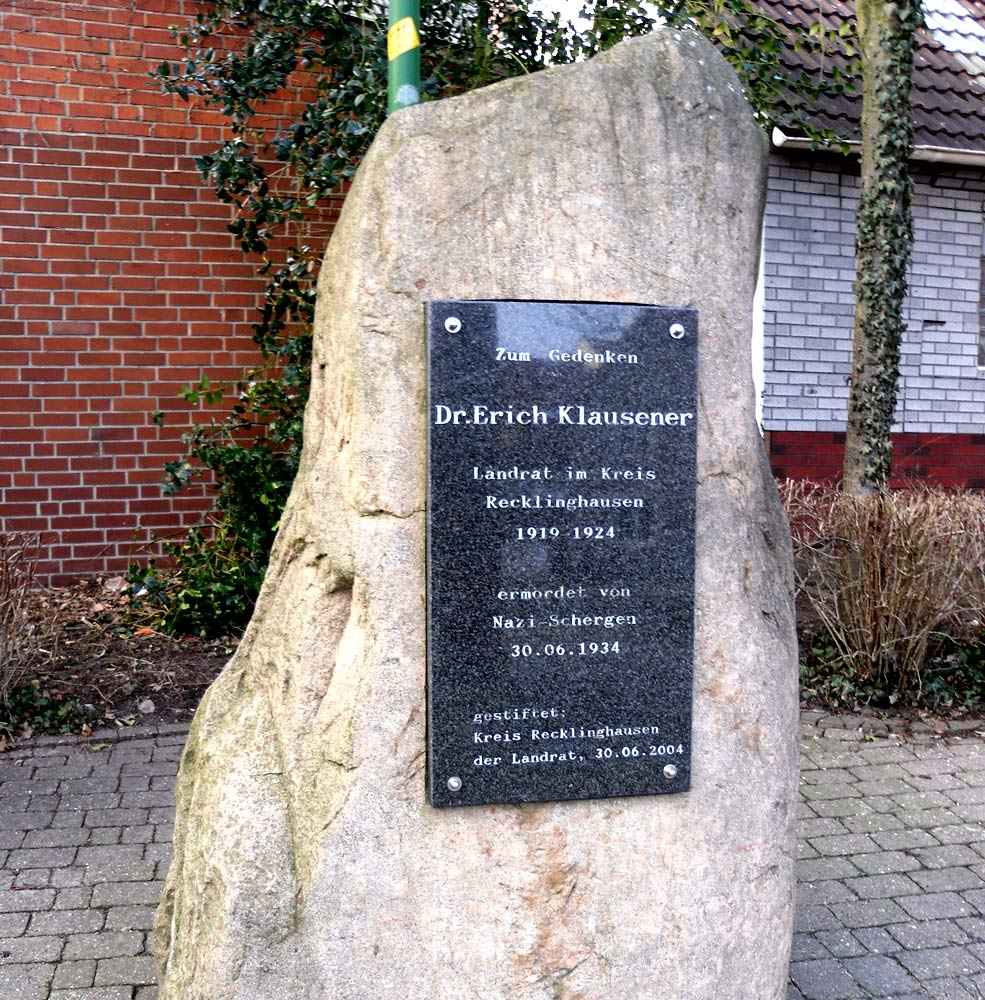
Gedenktafel in Ahsen im Kreis Recklinghausen
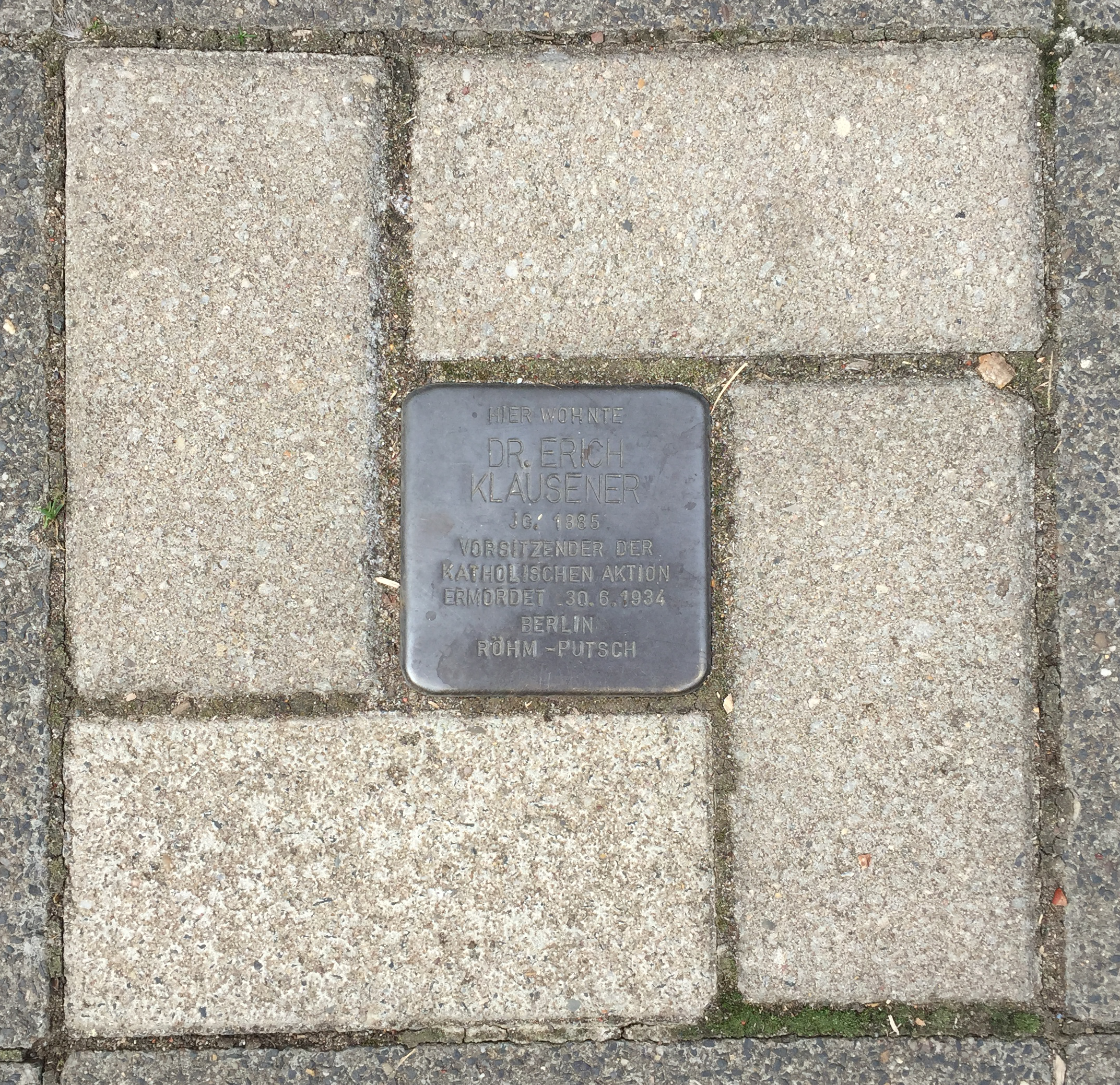
Stolperstein für Erich Klausener auf dem Leo-Statz-Platz in Düsseldorf-Unterbilk
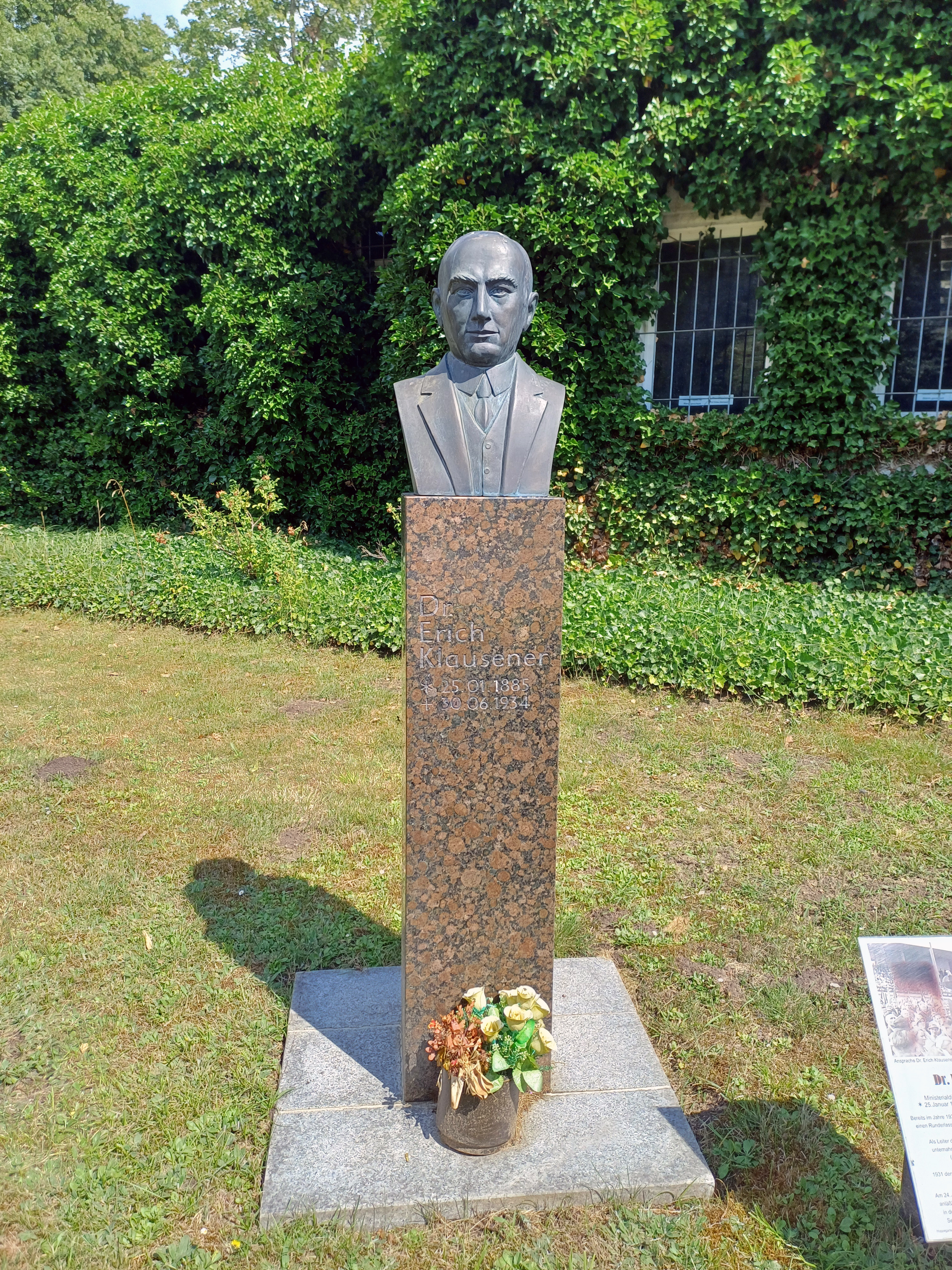
Büste in Hoppegarten

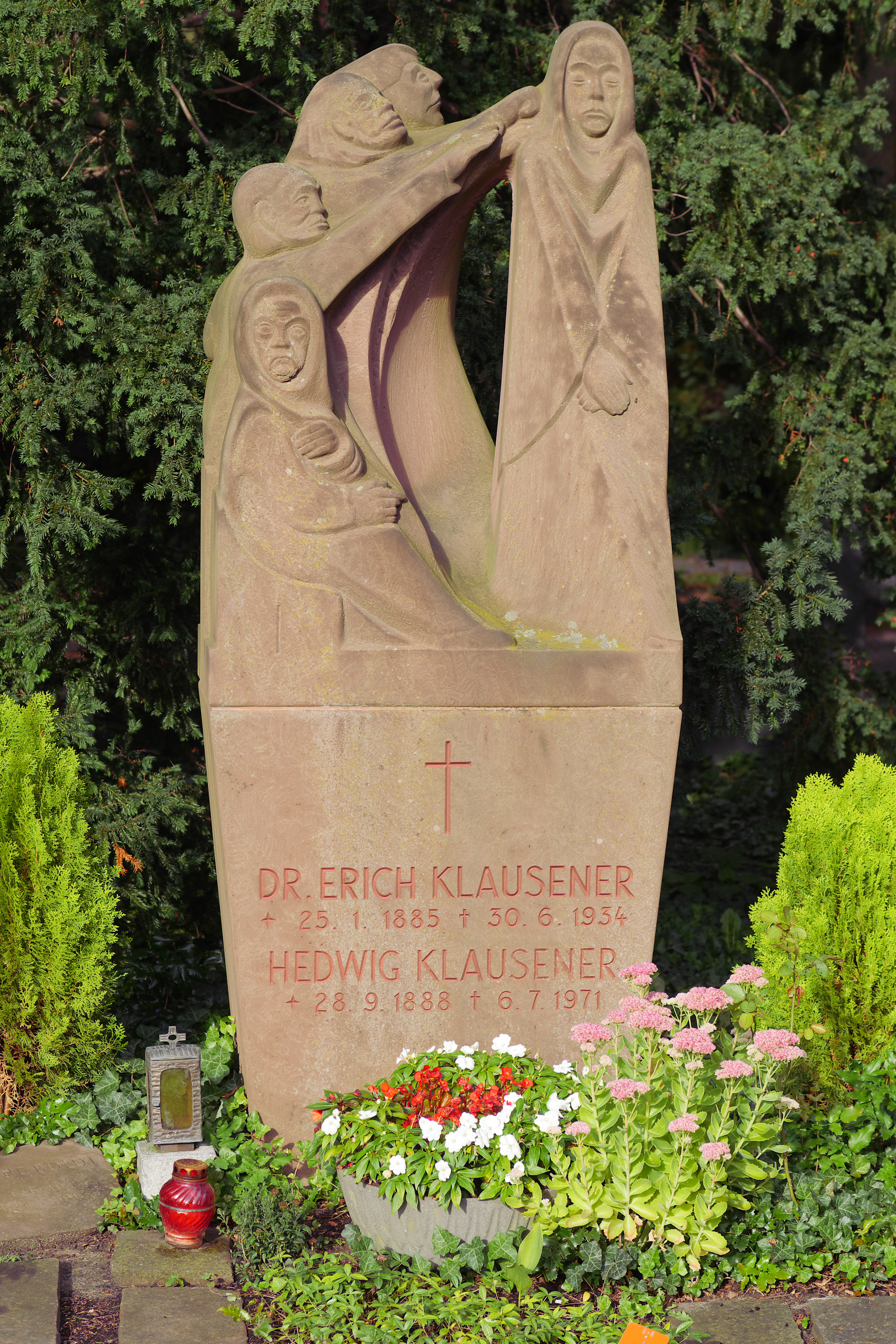
Gedenkstein für Erich und Hedwig Klausener hinter dem Eingang des Friedhofs der St.-Matthias-Gemeinde in Berlin-Tempelhof 52° 27′ 15,5″ N, 13° 21′ 40,6″ O
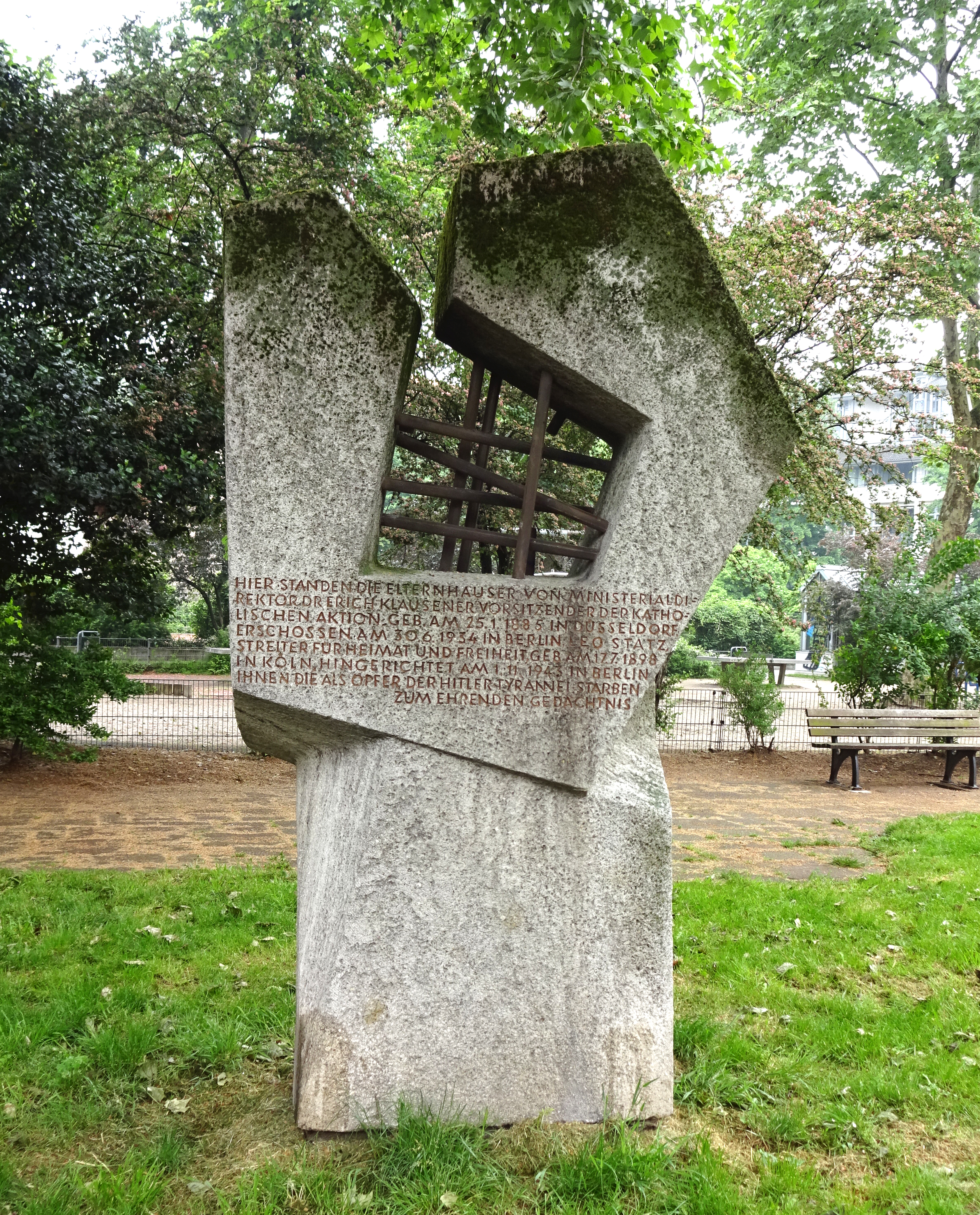
Ehrengedächtnis Erich Klausener und Leo Statz

## Forschungsstand
Obwohl Erich Klausener in einer großen Zahl von Publikationen zur Geschichte der Weimarer Republik und zur NS-Zeit Erwähnung findet, ist das gesicherte Wissen zu seinem Leben und Wirken noch immer recht unvollständig.
Dies liegt zum einen daran, dass das Gros der Publikationen, in denen er Erwähnung findet, ihn nur recht kursorisch am Rand erwähnt oder abhandelt. Hinzu kommt, dass die meisten Arbeiten, die sich eingehender mit der Person Klauseners befassen, – wie Klaus Große Kracht festgestellt hat – keine historisch-kritischen Veröffentlichungen darstellen. Vielmehr handelt es sich bei diesen hauptsächlich um Erinnerungen von Weggefährten (Walter Adolph) oder Angehörigen (Tilman Pünder) Klauseners sowie um Arbeiten, denen eine deutliche politische, religiöse oder weltanschauliche Motivation zugrunde liegt. Die Arbeiten von Autoren wie Baur, Schwegel und Möllers sieht Große Kracht im Rahmen des allgemeinen politisch-gesellschaftlichen Diskurses in der Bundesrepublik Deutschland als Versuche, Erich Klausener als historisches Vorbild für die Christlich Demokratische Union Deutschlands zu deuten. Ähnliches lässt sich zu vielen aus einem dezidiert katholischen Blickwinkel geschriebenen Betrachtungen zu Klausener feststellen, die im Regelfall vor allem altbekannte Informationen und nur wenige neue Erkenntnisse präsentieren und vor allem Klausener als Beispiel für vorbildliche Glaubenstreue reflektieren.
Die bislang einzige ausführliche Biographie, die Walter Adolph 1955 schrieb, stellt keine wissenschaftliche Arbeit dar, sondern basiert vor allem auf eigenen Erinnerungen aus der Zeit des gemeinsamen Wirkens in der Berliner Diözese in den 1920er und 1930er Jahren. Nach dem Zweiten Weltkrieg galt die katholische Kirche Deutschlands als einzige Institution, die nicht mit dem nationalsozialistischen Regime kollaboriert hatte. In den 1950er Jahren wurde innerhalb des katholischen Milieus versucht, mögliche katholische Widerständler hervorzuheben, und es wurden mehrere Biographien verfasst, darunter über Eugen Bolz, Alfred Delp sowie die Bischöfe Clemens August Graf von Galen, Konrad Graf von Preysing, Michael von Faulhaber und Adolf Bertram. Die Erinnerungskultur der 1950er Jahre war geprägt von einem Mangel an historisch-wissenschaftlicher Methodik und stützte sich, ähnlich wie Klauseners Biographie, auf wenig kritische persönliche Berichte von Zeitzeugen. Ab den 1960er Jahren änderte sich dieser Diskurs allmählich mit dem Aufsatz von Ernst-Wolfgang Böckenförde „Der deutsche Katholizismus im Jahre 1933“ (1961) und dem Essay von Carl Amery „Die Kapitulation – oder deutscher Katholizismus heute“ (1963). Diese neuen Ansätze betrachteten das Verhalten der katholischen Kirche in einem ambivalenteren, aber auch realistischeren Licht und trugen somit zu einer differenzierteren Betrachtung der damaligen Umstände bei. Der Artikel von Ekkehard Klausa mit dem Titel „Erich Klausener. Er lobte seine Mörder“, der 2014 in der Zeit veröffentlicht wurde, belegt eine deutliche Veränderung in der öffentlichen Wahrnehmung von Klausener.
Große Kracht fordert mit Blick auf die oben beschriebenen Lücken, andere Quellen zu erschließen, um so eine objektivere Darstellung zu erhalten. Als Ansatzpunkt hierfür nennt er z. B. die Notizen, die Adolph vor der Veröffentlichung seines Buches verfasste.

## Überlieferung
Die Akten zum Ermittlungsverfahren um die Ermordung Klauseners und zum anschließenden Gerichtsverfahren gegen seinen Mörder Kurt Gildisch aus dem Jahr 1951 sowie des Berufungsverfahrens von 1953 werden heute im Landesarchiv Berlin verwahrt. Komplettabdrucke der Urteile, mit denen die Gerichtsverfahren endeten (Urteil des Schwurgerichts bei dem Landgericht Berlin vom 21. und 24. Mai 1951 sowie Urteil des Schwurgerichts bei dem Landgericht Berlin vom 18. Mai 1953), finden sich im Anhang von Bernhard Sauers Monographie über Klauseners Mörder In Heydrichs Auftrag von 2017.
Im Staatsarchiv München findet sich eine weitere Akte über die Ermordung Klauseners, die im Zuge der Ermittlungen der Staatsanwaltschaft München wegen der während der Röhm-Affäre begangenen Morde angelegt wurde (STAW 28791/37).